# Leptopeltidaceae
Leptopeltidaceae es una familia de hongos con ubicación taxonómica incierta en la calse Dothideomycetes.